# Чорноморка (Миколаївський район)
Чорномо́рка — село в Україні, у Миколаївському районі Миколаївської області. Адміністративний центр Чорноморської сільської громади. Населення становить 2564 особи.

## Географія

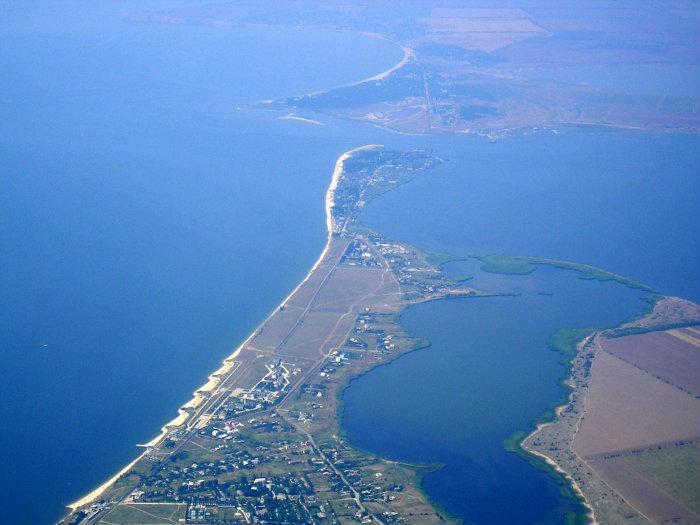
На передньому плані Чорноморка та Чорноморська коса, ліворуч Дніпро-Бузький лиман, праворуч від коси — Бейкуський лиман, за ним — Березанський лиман, на протилежному березі Березанського лиману — східний край Рибаківки

Чорноморка розташована в 5 км від Очакова, в 65 км від Миколаєва і в 135 км від Одеси. З південного заходу село омивається Дніпро-Бузьким лиманом, з північного заходу — Березанським лиманом. Із заходу в суходіл врізається невеликий Бейкуський лиман. На крайньому південно-західному краю Чорноморки розташована невелика Чорноморська коса, на якій містяться декілька пансіонатів та баз відпочинку.

## Історія

Вид на село з автобуса

На місті сучасного селища знаходилась фортеця Хасан Паша Паланка.

## Населення

### Мова
Розподіл населення за рідною мовою за даними перепису 2001 року:
| Мова            | Кількість | Відсоток |
| --------------- | --------- | -------- |
| українська      | 2106      | 82.14%   |
| російська       | 400       | 15.60%   |
| румунська       | 20        | 0.78%    |
| білоруська      | 12        | 0.47%    |
| гагаузька       | 10        | 0.39%    |
| вірменська      | 4         | 0.16%    |
| болгарська      | 4         | 0.16%    |
| німецька        | 1         | 0.04%    |
| інші/не вказали | 7         | 0.26%    |
| Усього          | 2564      | 100%     |